# 神童 (電影)
《神童》是2007年4月21日於日本上映的西方古典音樂電影。改編自曾獲得第3回手塚治虫文化賞漫畫優秀賞的日本漫畫家佐草晃的同名漫畫（臺灣國內已有華文譯本）。編劇是曾擔任電影《琳達！琳達！》編劇的向井康介。

## 登場人物・演員
- 成瀨歌：成海璃子（鋼琴演奏：和久井冬麦）

鋼琴家，患有美尼爾氏症候群。
- 菊名和音：松山研一（鋼琴演奏：清塚信也）
- 相原こずえ：三浦友理枝
- 成瀨美香：手塚理美

歌的母親。
- 長崎和夫：甲本雅裕

鋼琴調音師。
- 御木柴薰：串田和美

榮光音樂大學的鋼琴科教授，並且同時是和音的鋼琴指導老師。
- 小宮山教授：淺野和之

是榮光音樂大學有名的鋼琴科教授。曾經是和音的鋼琴指導老師。
- 菊名正子：木村綠子

和音的媽媽。與和音的爸爸共同經營八百屋。
- 加茂川香音：貫地谷栞

與和音是同一間音樂大學生，但她是聲樂科學生。
- 成瀨光一郎：西島秀俊

歌的爸爸，也是為有名的音樂家，但是失蹤不明。
- 桂教授：吉田日出子

榮光音樂大學聲樂科教授。是香音的指導老師
- 菊名久：柄本明

和音的爸爸。
- 池山普：岡田慶太
- 森永：佐藤和也
- 音樂：羽鳥美保、Clamm